# Тикипайя
Тикипайя (исп. Tiquipaya) — город в центральной Боливии, в департаменте Кочабамба, пригород города Кочабамба. В 2012 году его население составляло 49 237 человек. Он также известен как «город цветов». В городе расположен Университет Долины (исп. Universidad del Valle, UNIVALLE).

## Этимология
Слово тикипайя происходит из языка Аймара и обозначает «Плоская местность между слиянием двух рек».

## История
Первые поселения в районе Тикипайи были основаны в 13 веке народом аймара. Позже на эту территорию пришли индейцы кечуа. В 1570-1575 годах в этот район пришли испанские миссионеры. В 1573 году в Тикипайе жило 2673 человек.

## Население
За последние десятилетия население города выросло в несколько раз:
1992 - 3 037 человек
2001 - 26 732 человек
2012 - 49 237 человек